# Zakręty Heschla

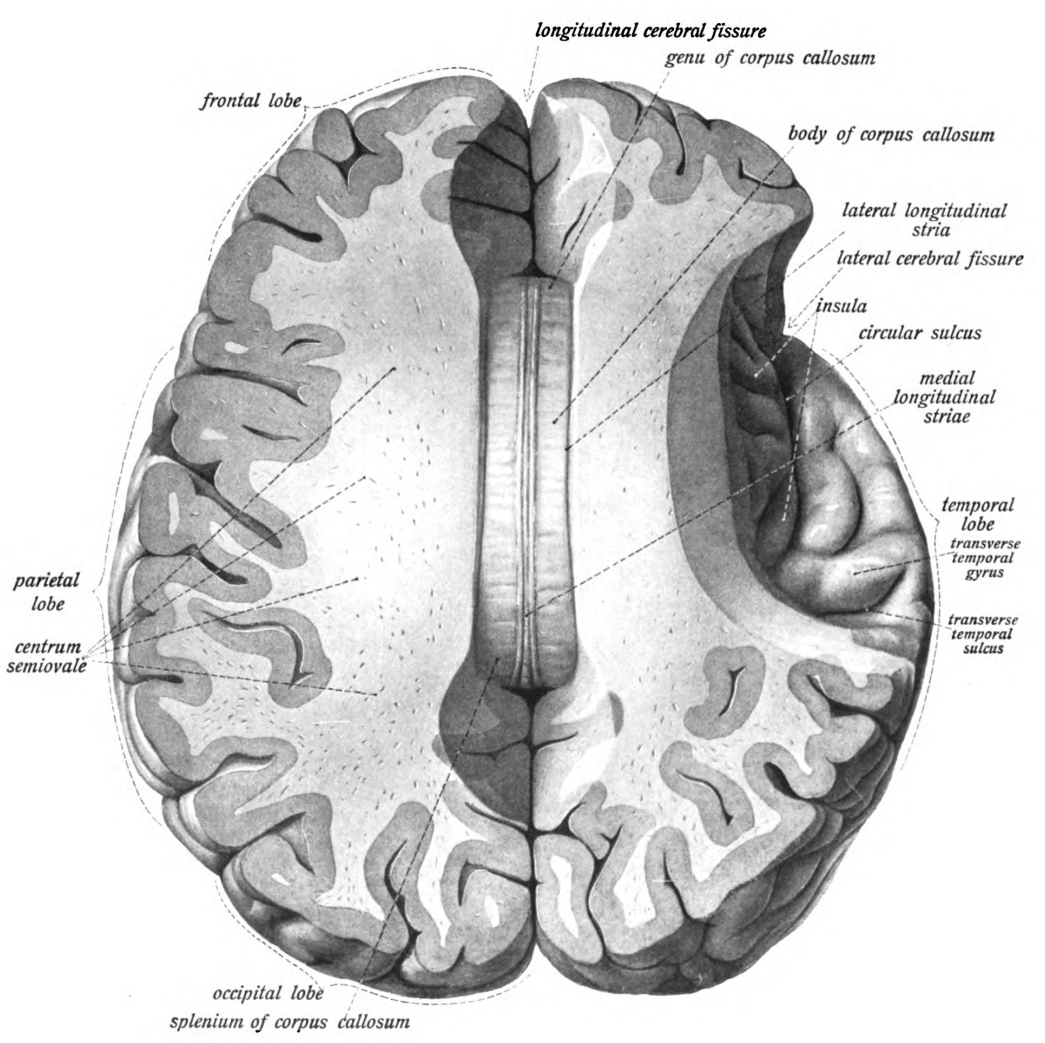
Ilustracja przekroju poprzecznego przez ludzkie mózgowie, zaznaczono zakręt skroniowy przedni poprzeczny (po prawej stronie)

Zakręt skroniowy przedni poprzeczny (zakręty Heschla, ang. transverse temporal gyrus, Heschl′s gyri, Heschl's convolutions) – obszar kory mózgowej płata skroniowego stanowiący pierwszorzędowe pole słuchowe, część zakrętu skroniowego górnego, odpowiadający polom Brodmanna 41 i 42. Nazwa honoruje austriackiego anatoma Richarda Ladislausa Heschla. 

Przeczytaj ostrzeżenie dotyczące informacji medycznych i pokrewnych zamieszczonych w Wikipedii.